# Conception: An Interpretation of Stevie Wonder's Songs
Conception: An Interpretation of Stevie Wonder's Songs est un album-hommage à Stevie Wonder dont les titres sont interprétés par différents artistes.
Co-produit par Stevie Wonder et Kedar Massenburg, l'album parait auprès du label Motown le 18 mars 2003. 
Le dernier titre est une chanson inédite qui lui rend hommage.

## Liste des pistes
| Conception: An Interpretation of Stevie Wonder's Songs | Conception: An Interpretation of Stevie Wonder's Songs                                                                      | Conception: An Interpretation of Stevie Wonder's Songs | Conception: An Interpretation of Stevie Wonder's Songs | Conception: An Interpretation of Stevie Wonder's Songs | Conception: An Interpretation of Stevie Wonder's Songs | Conception: An Interpretation of Stevie Wonder's Songs | Conception: An Interpretation of Stevie Wonder's Songs | Conception: An Interpretation of Stevie Wonder's Songs | Conception: An Interpretation of Stevie Wonder's Songs |
| No                                                     | Titre | Auteur                                                 | Durée                                                  |                                                        |                                                        |                                                        |                                                        |                                                        |                                                        |
| ------------------------------------------------------ | --- | ------------------------------------------------------ | ------------------------------------------------------ | ------------------------------------------------------ | ------------------------------------------------------ | ------------------------------------------------------ | ------------------------------------------------------ | ------------------------------------------------------ | ------------------------------------------------------ |
| 1.                                                     | Higher Ground (Eric Clapton)                                                                                                | Stevie Wonder                                          | 4:03                                                   |                                                        |                                                        |                                                        |                                                        |                                                        |                                                        |
| 2.                                                     | Superstition (Glenn Lewis (en))                                                                                             | Stevie Wonder                                          | 4:12                                                   |                                                        |                                                        |                                                        |                                                        |                                                        |                                                        |
| 3.                                                     | That Girl (Joe ft Mr. Cheeks)                                                                                               | Stevie Wonder                                          | 5:05                                                   |                                                        |                                                        |                                                        |                                                        |                                                        |                                                        |
| 4.                                                     | Master Blaster (Jammin’) (Stephen Marley ft Damian 'Junior Gong' Marley, Ky-Mani Marley, Julian Marley & Spragga Benz (en)) | Stevie Wonder                                          | 5:08                                                   |                                                        |                                                        |                                                        |                                                        |                                                        |                                                        |
| 5.                                                     | Another Star (Caron Wheeler (en))                                                                                           | Stevie Wonder                                          | 4:07                                                   |                                                        |                                                        |                                                        |                                                        |                                                        |                                                        |
| 6.                                                     | Overjoyed (Mary J. Blige)                                                                                                   | Stevie Wonder                                          | 3:45                                                   |                                                        |                                                        |                                                        |                                                        |                                                        |                                                        |
| 7.                                                     | You Will Know (Angie Stone)                                                                                                 | Stevie Wonder                                          | 5:21                                                   |                                                        |                                                        |                                                        |                                                        |                                                        |                                                        |
| 8.                                                     | Send One Your Love (Brian McKnight)                                                                                         | Stevie Wonder                                          | 4:19                                                   |                                                        |                                                        |                                                        |                                                        |                                                        |                                                        |
| 9.                                                     | All in Love is Fair (en) (Marc Anthony)                                                                                     | Stevie Wonder                                          | 3:43                                                   |                                                        |                                                        |                                                        |                                                        |                                                        |                                                        |
| 10.                                                    | Rocket Love (Black Coffey)                                                                                                  | Stevie Wonder                                          | 3:57                                                   |                                                        |                                                        |                                                        |                                                        |                                                        |                                                        |
| 11.                                                    | Visions (Musiq Soulchild)                                                                                                   | Stevie Wonder                                          | 5:34                                                   |                                                        |                                                        |                                                        |                                                        |                                                        |                                                        |
| 12.                                                    | Love's in Need of Love Today (Dave Hollister (en))                                                                          | Stevie Wonder                                          | 6:48                                                   |                                                        |                                                        |                                                        |                                                        |                                                        |                                                        |
| 13.                                                    | I Don't Know Why (John Mellencamp)                                                                                          | Stevie Wonder                                          | 3:26                                                   |                                                        |                                                        |                                                        |                                                        |                                                        |                                                        |
| 14.                                                    | Wonderful (India Arie) | M. Batson / India.Arie                                 | 5:27                                                   |                                                        |                                                        |                                                        |                                                        |                                                        |                                                        |
| 01:04:55                                               | |                                                        |                                                        |                                                        |                                                        |                                                        |                                                        |                                                        |                                                        |